# Комитет Совета Федерации по аграрно-продовольственной политике и природопользованию
Комитет Совета Федерации по аграрно-продовольственной политике и природопользованию сформирован 25 ноября 2011 года.
Председатель Комитета — Двойных Александр Владимирович. В составе Комитета 18 сенаторов — членов Совета Федерации Федерального собрания России.
Ранее Комитет носил название по аграрной политике (1994—2002), по аграрно-продовольственной политике (2002—2007). С 6 июля 2007 года — Комитет по аграрно-продовольственной политике и рыбохозяйственному комплексу.

## Состав Комитета
| №  | Сенатор Российской Федерации | ФИО сенатора | Должность в Комитете | Регион, делегировавший сенатора                                                         |
| -- | ---------------------------- | --- | --- | --------------------------------------------------------------------------------------- |
| 1  |                              | Двойных Александр Владимирович (избран Постановлением СФ от 2 ноября 2022 года, № 496-СФ)                                    | Председатель Комитета | Сенатор РФ от Московской областной думы                                                 |
| 2  |                              | Комарова Наталья Владимировна                                                                                                | Первый заместитель председателя Комитета (избрана в состав Комитета Постановлением СФ от 23 октября 2024 года, № 444-СФ) | Сенатор РФ от исполнительного органа власти Ханты-Мансийского автономного округа ― Югры |
| 3  |                              | Митин Сергей Герасимович | Первый заместитель председателя Комитета                                                                                 | Сенатор РФ от исполнительного органа власти Новгородской области                        |
| 4  |                              | Борисов Егор Афанасьевич (введён в состав Комитета частью пятой Постановления СФ от 11 октября 2023 года, № 576-СФ)          | Заместитель председателя Комитета                                                                                        | Сенатор РФ от исполнительного органа власти Республики Саха (Якутия)                    |
| 5  |                              | Зубарев Игорь Дмитриевич | Заместитель председателя Комитета                                                                                        | Сенатор РФ от Законодательного собрания Республики Карелия                              |
| 6  |                              | Хамчиев Белан Багаудинович                                                                                                   | Заместитель председателя Комитета                                                                                        | Сенатор РФ от Народного Собрания Республики Ингушетия                                   |
| 7  |                              | Аноприенко Сергей Михайлович                                                                                                 | Член Комитета | Сенатор РФ от исполнительной власти Рязанской области                                   |
| 8  |                              | Емельянов Геннадий Егорович (введён в Комитет на основании пункта 5 Постановления СФ от 25 сентября 2024 года, № 391-СФ      | Член Комитета | Сенатор РФ от Государственного совета республики Татарстан                              |
| 9  |                              | Епифанова Ольга Николаевна                                                                                                   | Член Комитета | Сенатор РФ от исполнительного органа власти Республики Коми                             |
| 10 |                              | Иванов, Сергей Павлович | Член Комитета | Сенатор РФ от Магаданской областной Думы                                                |
| 11 |                              | Кислов Андрей Игоревич | Член Комитета | Сенатор РФ от Самарской губернской думы                                                 |
| 12 |                              | Кондратенко Алексей Николаевич                                                                                               | Член Комитета | Сенатор РФ от исполнительного органа власти Краснодарского края                         |
| 13 |                              | Наролин Александр Владимирович                                                                                               | Член Комитета | Сенатор РФ от исполнительного органа власти Республики Адыгея                           |
| 14 |                              | Невзоров Борис Александрович                                                                                                 | Член Комитета | Сенатор РФ от исполнительного органа власти Камчатского края                            |
| 15 |                              | Орденов Геннадий Иванович | Член Комитета | Сенатор РФ от Думы Астраханской области                                                 |
| 16 |                              | Пушкарёв Владимир Александрович (введён в состав Комитета на основании Постановления СФ от 25 сентября 2023 года , № 552-СФ) | Член Комитета | Сенатор РФ от исполнительного органа власти Ямало-Ненецкого автономного округа          |
| 17 |                              | Талабаева Людмила Заумовна                                                                                                   | Член Комитета | Сенатор РФ от Законодательного Собрания Приморского края                                |
| 18 |                              | Ягубов Геннадий Владимирович                                                                                                 | Член Комитета | Сенатор РФ от Думы Ставропольского края                                                 |

## Вопросы Комитета
К вопросам ведения Комитета Совета Федерации по аграрно-продовольственной политике и природопользованию относятся:
1) государственная аграрная и продовольственная политика;
2) агропромышленное производство, пищевая, перерабатывающая промышленность и аграрные рынки, продовольственная безопасность;
3) техническое регулирование, качество и сертификация сельскохозяйственной и пищевой продукции, ветеринарный и фитосанитарный контроль (надзор), регулирование производства продукции виноградарства и виноделия;
4) социальное развитие села;
5) государственная политика в области природных ресурсов и охраны окружающей среды;
6) владение, пользование и распоряжение землей и другими природными ресурсами Российской Федерации, в том числе континентального шельфа и исключительной экономической зоны Российской Федерации;
7) изучение, сохранение, воспроизводство и рациональное использование природных ресурсов, вопросы комплексного природопользования;
8) разграничение предметов ведения и полномочий Российской Федерации и субъектов Российской Федерации по вопросам природопользования, охраны окружающей среды и экологии;
9) земельное законодательство, землеустройство, землепользование, управление земельными ресурсами, охрана земель, плодородие почв, оценка и мониторинг земель;
10) лесное хозяйство, лесоустройство, управление в области использования и охраны лесных ресурсов, учёт лесов;
11) водное хозяйство, управление водными ресурсами и водными объектами;
12) государственная политика в области охраны недр, надзор за рациональным использованием и охраной недр, мониторинг состояния недр в рамках государственного мониторинга окружающей среды;
13) охрана окружающей среды, включая экологическое просвещение и эковолонтерство, обеспечение экологической безопасности, в том числе при пользовании недрами;
14) особо охраняемые природные территории;
15) рыбохозяйственный комплекс;
16) объекты животного и растительного мира;
17) охота и охотничье хозяйство;
18) государственное управление в сфере обращения с отходами производства и потребления, в том числе с ядерными отходами;
19) государственная политика в области изучения, освоения и использования природных ресурсов Мирового океана, Арктики и Антарктики в интересах Российской Федерации;
20) метеорология, геодезия и картография.